# Partito Liberale del Commonwealth
Il Partito Liberale del Commonwealth fu un partito politico australiano attivo negli anni successivi alla Federazione dell'Australia, dal 1909 al 1916.
Nel 1909 Alfred Deakin, allora leader del Partito Protezionista, realizzò una fusione con il Partito Anti-Socialista di Joseph Cook per formare il Partito Liberale del Commonwealth, su una politica condivisa di opposizione al Partito Laburista Australiano. Tuttavia uscì sconfitto alle elezioni del 1910, le prime alle quali prese parte.
Sotto la guida del nuovo leader Joseph Cook, il partito sconfisse il Labor per un solo seggio alle elezioni del 1913, ma perse quelle del 1914, dopo aver chiesto le elezioni anticipate. Nel 1916 il partito si unì al Partito Laburista Nazionale, creato pochi mesi prima da Billy Hughes e altri membri del Labor favorevoli alla coscrizione, per formare il Partito Nazionalista d'Australia.